# Manzoor Pashteen
Manzoor Ahmad Pashteen (paixtu: منظور احمد پښتين) o Manzoor Pashtun (paixtu: منظور پښتون) (Shahur, Waziristan Meridional, Pakistan, 25 d'octubre de 1994) és un activista polític paixtu, defensor dels drets humans del poble paixtu. Ha passat anys pressionant per cridar l'atenció sobre la difícil situació dels paixtus, especialment els de Waziristan i altres parts de les antigues àrees tribals administrades federalment al Pakistan. És el president del Moviment de Protecció dels Paixtus.
Pashteen ha acusat l'exèrcit pakistanès d'abusos dels drets humans i va ser arrestat per la mateixa raó el gener del 2020.

## Orígens i educació
Pashteen va néixer el 25 d'octubre de 1994 a Shahur (o Shaheer), un petit poble prop de la ciutat pakistanesa de Serwekai, al Waziristan Meridional. Va ser el major de vuit germans d'una família de la tribu Shamankhel Mahsud dels paixtus. El seu pare, Abdul Wadud Mahsud, va ser professor d'escola primària al seu poble.
Pashteen va rebre educació elemental a l'escola del seu poble, al Waziristan Meridional. El 2005, a causa de les ofensives militars de les Forces Armades del Pakistan contra militants, Pashteen i la seva família van fugir del Waziristan i es van establir temporalment al camp de refugiats per a desplaçats interns de Dera Ismail Khan, a la província de Khyber Pakhtunkhwa. La família va fugir de casa seva a Waziristan per segona vegada el 2007 i va tornar el 2008, però va tornar a fugir el 2008 a causa de l'Operació Zalzala. El 2009, a causa de l'Operació Rah-e-Nijat, ell i la seva família es van veure obligats a fugir de Waziristan per quarta vegada. Pashteen va completar els seus estudis d'educació secundària a l'Escola Pública de l'Exèrcit a Bannu i l'educació secundària superior a Karak. El seu pare estava decidit a garantir la seva educació. «Només jo sé», va dir Pashteen, «que el meu pare va demanar diners prestats per a la meva escolarització i només jo sé quant hem patit». El 2016 va rebre el títol de veterinària a la Universitat Gomal, a Dera Ismail Khan. El 2016 va tornar a Waziristan amb la seva família. Van trobar que els seus llibres saquejats, casa seva arruïnada, mines terrestres escampades per les seves terres i humilicions diverses als controls de l'exèrcit pakistanès.
El maig de 2014, durant els seus estudis a la Universitat Gomal, va fundar el Moviment Mahsud Tahafuz (més conegut com a Moviment de Protecció dels Paixtus), un moviment social centrat principalment en l'eliminació de mines terrestres de Waziristan, especialment a les terres de la tribu dels Mahsud.
El 5 de setembre de 2017, Pashteen i el seu pare, juntament amb un parell d'activistes pels drets humans, Jamal Malyar i Shah Faisal Ghazi, van ser detinguts per les forces de seguretat del Pakistan al lloc de control de Barwand a Tiarza Tehsil, Waziristan Meridional. Pashteen va ser apallissat sota l'acusació que la seva campanya de drets humans va danyar la moral militar. «Vaig dir, estàs construint la teva moral matant nens innocents i després anomenant-nos terroristes», va dir Pashteen més tard. Les autoritats militars van alliberar-los l'endemà com a resultat de la campanya realitzada pels seus seguidors a les xarxes socials.

## Llarga marxa dels paixtus
El 26 de gener del 2018, Pashteen i vint amics més van iniciar una marxa de protesta des de Dera Ismail Khan. Al llarg del camí, molta gent es va unir a la marxa i va arribar a Peshawar el 28 de gener. Quan la marxa va arribar a Islamabad l'1 de febrer, el Moviment de Protecció dels Paixtus va organitzar una seguda anomenada «Jirga Nacional de Tots els Paixtus». La jirga va condemnar l'assassinat de Naqeebul·lah Mehsud, botiguer paixtu que va ser assassinat a trets per la policia a Karachi durant un fals encontre. Entre altres demandes, la jirga també va exigir al govern que establís una investigació judicial per al cas de Naqeebul·lah Mehsud, així com per a tots els altres paixtus assassinats extrajudicialment en topades policials.
El 8 d'abril de 2018 es va celebrar una gran concentració del Moviment de Protecció dels Paixtus a Peshawar, al centre de la província de Khyber Pakhtunkhwa.

## Polèmica
Pashteen ha rebutjat l'acusació de ser agent estranger i ha condemnat l'etiquetatge dels manifestants paixtus com a agents estrangers que treballen per a l'Ala de Recerca i Anàlisi (RAW) de l'Índia o el Directori Nacional de Seguretat de l'Afganistan.

## Barret Mazari
En general, Pashteen porta barret Mazari en esdeveniments i concentracions públiques, cosa que fa que el barret es converteixi en un símbol icònic del moviment i es rebateja àmpliament amb el nom de «gorra Pashteen» o «gorra Manzoor».